# ウーヴェ・ヒューネマイアー
ウーヴェ・ヒューネマイアー（Uwe Hünemeier 、1986年1月9日 - ）は、ドイツ・ノルトライン＝ヴェストファーレン州ギュータースロー出身の元プロサッカー選手。現役時代のポジションは、ディフェンダー。

## 経歴

### クラブ
地元クラブでプレーを始め、2000年にボルシア・ドルトムントの下部組織に入団。
2005年12月のブンデスリーガ・バイエルン・ミュンヘン戦でスタメンス出場しトップチームデビュー。
しかしその後はトップチームでの出場機会確保に苦しみ、2010年にドルトムントを退団した。ドルトムント退団後は下位クラブを転々とした。
2015年8月、フットボールリーグ・チャンピオンシップのブライトン・アンド・ホーヴ・アルビオンFCに移籍。
2018年3月、SCパーダーボルン07に復帰した。

### 代表歴
U17ドイツ代表歴がある